# Mały Cisowy
Mały Cisowy (829 m n.p.m.), czasem także Mała Cisowa – szczyt w głównym grzbiecie Pasma Błatniej w Beskidzie Śląskim, znajdujący się pomiędzy Wielką Cisową i Czuplem.
Mały Cisoway znajduje się w odległości około 1,3 km na północny zachód od Wielkiej Cisowej. Szczyt Małej Cisowej stanowi ledwo zauważalne spiętrzenie wspomnianego grzbietu, opadające jednak wyraźnym stopniem ku północnemu zachodowi, w stronę Czupla. Stoki północne góry opadają ku dolinie potoku Jasienica i należą do Jaworza. Stoki południowe opadają ku dolinie Brennicy i należą do Brennej.
Cały odcinek grzbietu od przełączki pod Czuplem na zachodzie po Wielką Cisową i dalej po Błotny pokryty jest ciągiem polan, będących do końca lat międzywojennych czynnym ośrodkiem szałaśnictwa. Swoje „bydło wałaskie” wypasali tu górale z Brennej, a szałasy były wzmiankowane od XVII w. Resztki zabudowań szałaśniczych, m.in. układane z kamieni koszary dla owiec, widoczne były jeszcze w latach 80. ub. wieku. Ponadto spotkać tu można słabo już czytelne ślady okopów i umocnień z czasów II wojny światowej: polskich z 1939 r. i niemieckich z lat 1944/45.
Szczytowe polany Małego Cisowego są doskonałym punktem widokowym. Roztacza się z nich dookólna panorama, jedna z bardziej oryginalnych w Beskidzie Śląskim. Widoczna jest dolina Brennicy, Pogórze Cieszyńskie i wiele szczytów.

## Szlak turystyczny
Grzbietem Małej Cisowej biegnie czerwono znakowany szlak turystyczny z Jaworza-Nałęża w dolinie Jasionki (dawniej z samej Jasienicy) na Błatnią.
 Jaworze, Nałęże, biwak ZHP – Łazek – Czupel – Mały Cisowy – Wielka Cisowa – Błatnia. Odległość 4,7 km, suma podejść 340 m, czas przejścia 1:50 godz., z powrotem 1:20 godz.

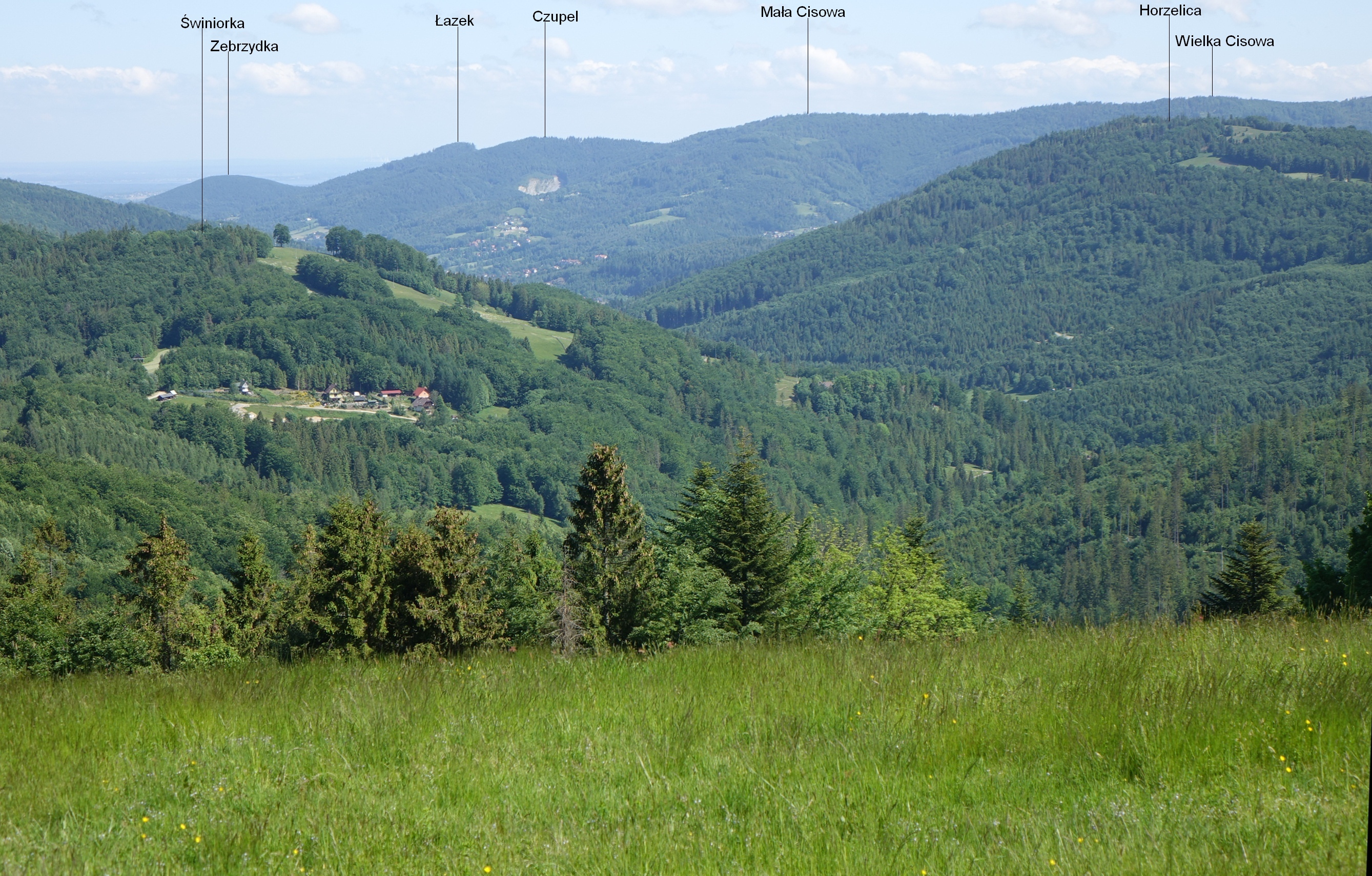
Widok z Trzech Kopców Wiślańskich